# Birori
Birori – miejscowość i gmina we Włoszech, w regionie Sardynia, w prowincji Nuoro. Graniczy z Borore, Bortigali, Dualchi i Macomer.
Według danych na rok 2004 gminę zamieszkiwały 592 osoby, 34,8 os./km².